# Waldeck zu Alten- und Hohenwaldeck

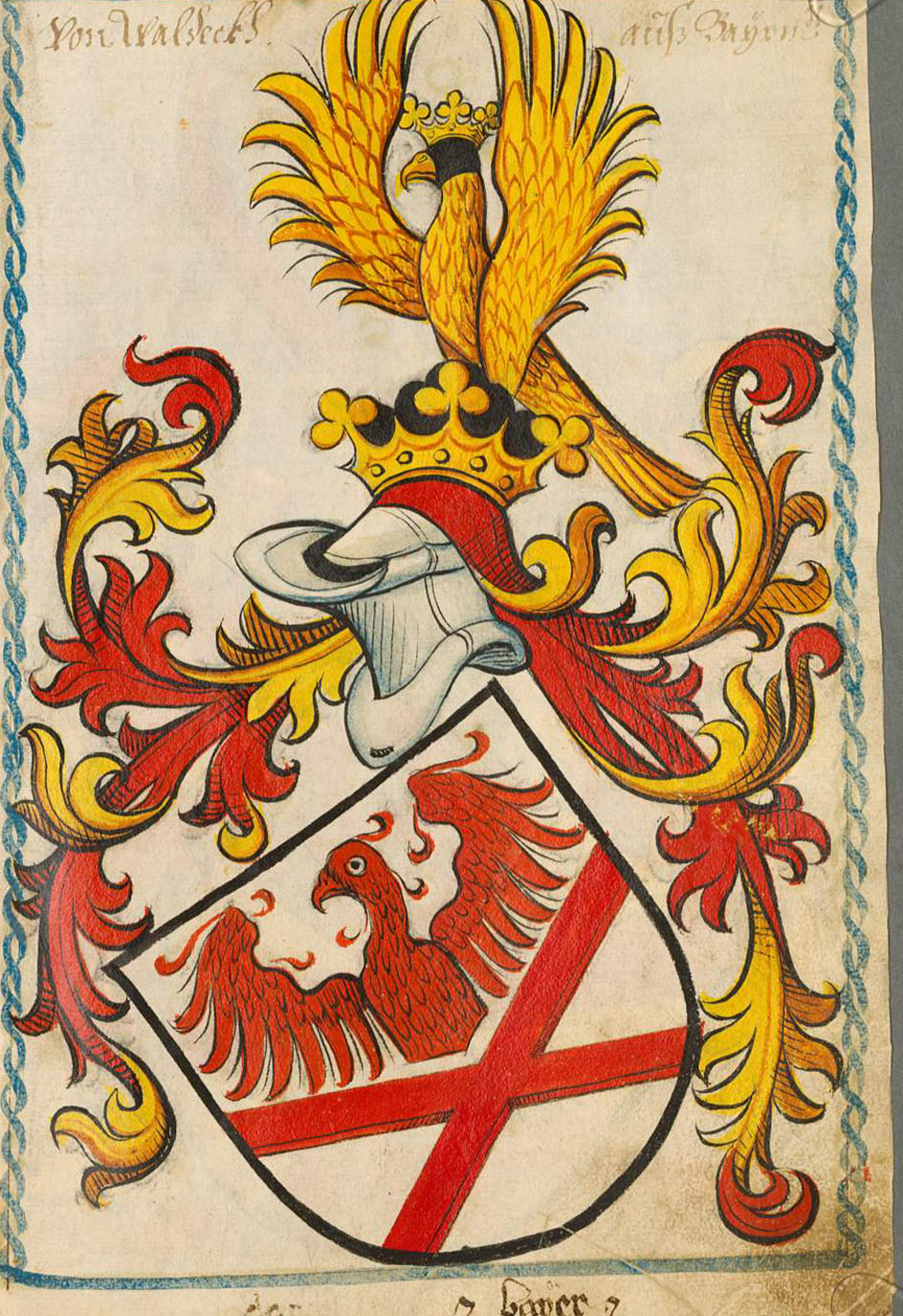
Wappen der Herren und Grafen von Waldeck (im Scheibler’schen Wappenbuch)

Die Herren von Waldeck waren ein altbayerisches Adelsgeschlecht, das vom Mittelalter bis zum Ende des 15. Jahrhunderts eine bedeutende Rolle im südlichen Bayern spielte. Ihr Stammsitz dürfte die Burg Altenwaldeck bei Irschenberg gewesen sein, Ende des 13. Jahrhunderts errichteten sie die Burg Hohenwaldeck südlich von Bad Aibling. Der bedeutendste Besitz der Waldecker war die Herrschaft Waldeck, für welche die Familie 1454 die Reichsunmittelbarkeit erlangte. Das später in den Reichsgrafenstand erhobene Geschlecht ist 1483 im Mannesstamm erloschen.
Die Herren von Waldeck zu Alten- und Hohenwaldeck sind nicht zu verwechseln mit den im Südschwarzwald begüterten Herren von Waldeck oder dem nordwestdeutschen Grafen- und Fürstengeschlecht Waldeck.

## Geschichte

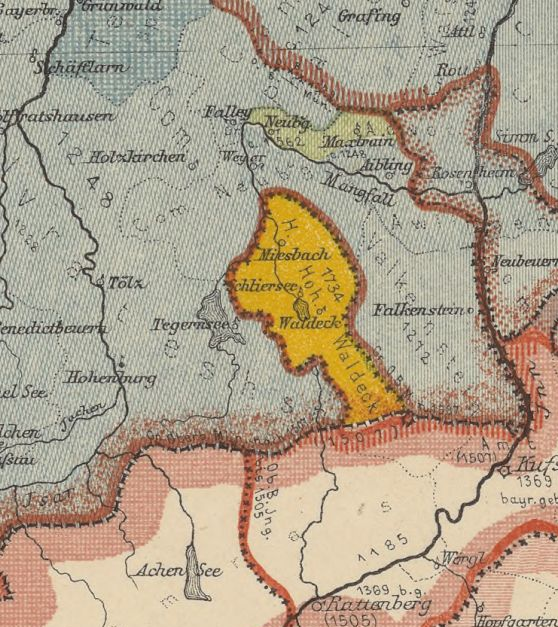
Grafschaft Hohenwaldeck (gelb)

Die Herren von Waldeck sollen bereits 779 ihren Sitz auf der Burg Altenwaldeck gehabt haben. Urkundlich fassbar werden sie erstmals in der Mitte des 11. Jahrhunderts als Dienstmannen des Bistums Freising. Altenwaldeck, der namengebende Ansitz dieser Servientes Ecclesia Frisingensis hat sich als Burgstall südlich von Bad Aibling erhalten.
Um 1150 erscheint ein Rodolfus de Waldecke in den Schriftquellen. Das Geschlecht übte die Vogtei über das freisingische Kloster Schliersee aus. Ende des 13. Jahrhunderts errichteten sie die Burg Hohenwaldeck südlich von Bad Aibling, ferner gehörten die Burgen Parsberg, Miesbach und Holnstein zum Herrschaftsbereich des Familienverbandes.
Im 13. Jahrhundert galten die Herren von Waldeck als einflussreichste Vasallen des Freisinger Domstifts. Der Familie wurden die höchsten weltlichen Ämter des Bistums übertragen. Waldecker amtierten als Truchsessen und Erbkämmerer, sogar als weltliche Stellvertreter des Erzbischofs (Vitztum). Die Herren von Waldeck waren vom Bistum Freising auch als Verwalter der Vogtei Pienzenau eingesetzt, die schon im 11. Jahrhundert bestand. Sie umfasste das gesamte Schlierachtal mit dem Schliersee und dem Spitzingsee bis zur Tiroler Grenze. Als Hauptsitz, von dem aus wohl die Vogtei verwaltet wurde, diente die Burg Miesbach.
Trotz dieser Aufwertung begann das Geschlecht damit, sich einen eigenen, unabhängigen Herrschaftsbereich um den Schliersee aufzubauen. Gegen Ende des 13. Jahrhunderts wurde mit dem Neubau der großen Burganlage Hohenwaldeck über dem See begonnen. Schon zu Beginn des 14. Jahrhunderts kam es deshalb zur offenen Konfrontation mit dem Bistum. 1312 zerstörte Arnold von Waldeck die bischöfliche Burg zu Miesbach. Während der anschließenden Friedensverhandlungen musste Freising die Oberhoheit über die Güter der Waldecker aufgeben. Auf der Burg Hohenwaldeck war Georg von Waldeck (gest. 1380) wahrscheinlich der letzte ritterliche Bewohner. Nach seinem Tod wurde der Amtssitz der Herrschaft nach Schliersee verlegt. Das jahrhundertelange Bemühen der Herren von Waldeck, die Reichsunmittelbarkeit für das Gebiet der Vogtei Pienzenau zu erlangen, führte schließlich um 1300 zur Lösung der Herrschaft Waldeck aus der Lehnsobrigkeit des Bischofs von Freising.
Die weitgehend unabhängige Herrschaft Waldeck wurde in den nächsten beiden Jahrhunderten durch Teilungen innerhalb der Familie zersplittert. Unter Georg von Waldeck erreichte man trotzdem 1454 die Reichsunmittelbarkeit, konnte also auch die letzten Bindungen an das Bistum Freising lösen. Seit 1476 war die Herrschaft Waldeck ein Reichslehen.
Das Geschlecht der Grafen von Waldeck ist mit Wolfgang von Waldeck (gest. 1483) im Mannesstamm erloschen. Die bayerischen Herzöge aus dem Haus Wittelsbach begannen daraufhin einen jahrzehntelangen Rechtsstreit mit den Erben (den Höhenrainern, Sandizellern und Maxlrainern), um die Herrschaft doch noch an sich zu bringen. Die endgültige Anerkennung der Herrschaft Waldeck durch Bayern erfolgte erst 1559 im Salzburger Vertrag, bei dem sich das bayerische Herrscherhaus nach einem möglichen Aussterben der Maxlrainer die Nachfolge in der Herrschaft Waldeck sicherte.

## Wappen

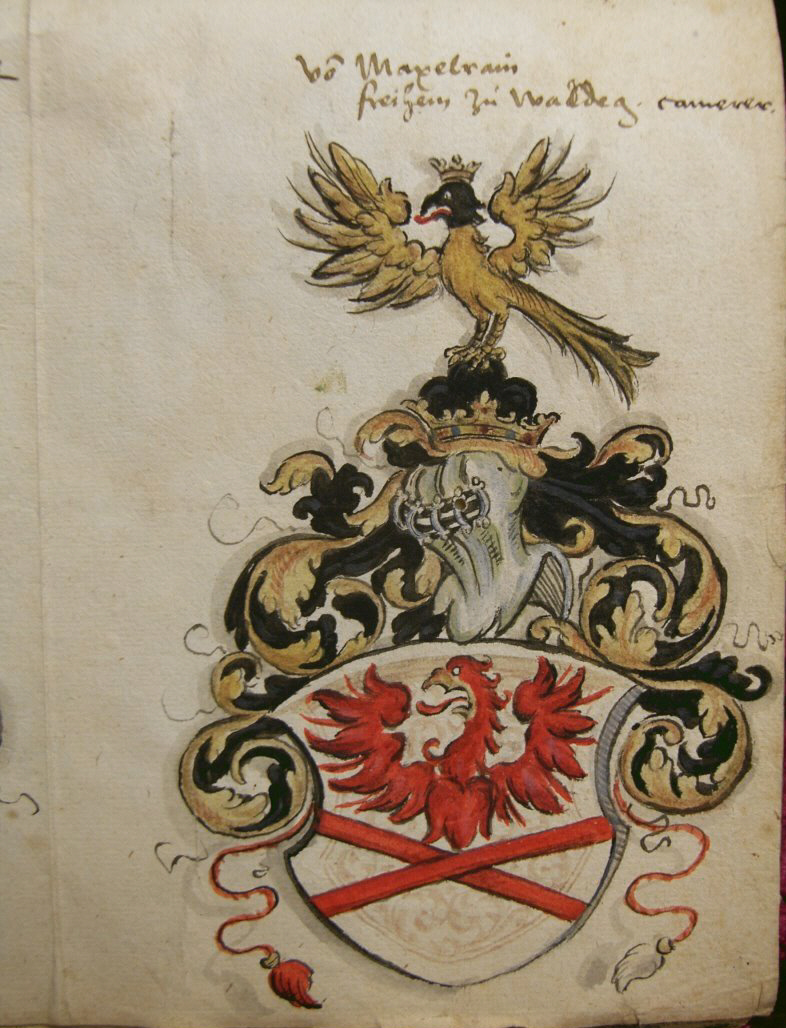
Wappen in einem Wappenbuch des 16. Jh.

Das Stammwappen der Herren von Waldeck zeigte einen halben Falken (oder Adler, je nach Interpretation), darunter zwei gekreuzte Stäbe, die als Gerichtsstäbe gedeutet werden, was auf den Rang der Waldecker als Inhaber bestimmter Rechte hinweist. Der Falke weist auf das Wappen der Falkensteiner hin, von denen manche annehmen, dass sie die Urahnen der Waldecker gewesen sein könnten.
1548 verlieh Kaiser Karl V. das Wappen der Waldecker an Wolfgang von Maxlrain, das er fortan in sein angestammtes Familienwappen als Herzschild integrierte. Er führte fortan ein viergeteiltes Wappen mit einem steigenden Löwen und einem von zwei silbernen Wellenbändern schräg geteilten schwarzen Feld, jeweils diagonal angeordnet und durch ein Tatzenkreuz geteilt. Darauf in einem Herzschild das Wappen der Waldecker, rot auf silbernem Grund, wobei der Falke (oder Adler) auch manchmal in voller Größer über den gekreuzten Balken erscheint.
Das Stammwappen der Herren von Waldeck  ist heute Kommunalwappen der Gemeinde Hausham.